# Малая Топка
Малая Топка — посёлок в Иркутском районе Иркутской области России. Входит в состав Уриковского муниципального образования. Находится примерно в 19 км к северо-западу от районного центра.

## Население
По данным Всероссийской переписи, в 2010 году в посёлке проживали 1864 человека (881 мужчина и 983 женщины).